# 姑婆芋
姑婆芋（學名：Alocasia odora）又名海芋，是一种屬於天南星科海芋屬的多年生草本植物，分佈於日本、臺灣、中南半島、阿萨姆邦、孟加拉国、婆罗洲。
印度東北的曼尼普尔邦當地名稱「Hoomu」。姑婆芋在越南北部可入藥以治療感冒，名稱「雷」（Ray）。

## 形态
姑婆芋的花序为雌雄同花序的肉穗花序，具有雌雄异位和雌雄异熟的特征。其肉穗花序具有显著的开花生热效应（floral thermogenesis），花序在开花时能自主产热。这种产热现象能够增强花香的散发，从而吸引更多的传粉者，这被认为是姑婆芋吸引多种访花昆虫的主要原因之一。
姑婆芋的主要传粉者为芋果蝇属（Colocasiomyia）的海芋果蝇（C. alocasia）和异海芋果蝇（C. xenalocasiae）等。

## 毒性
姑婆芋植物細胞中含有針狀針晶（草酸鈣晶體，後生質，細胞代謝作用之產物）。日本厚生勞動省發布公告切勿誤食，因為它外觀類似於可食用的千年芋、大野芋或芋頭，但在日本、臺灣等東亞國家或地區，還是曾發生數起誤食而中毒的案例，例如中華民國行政院前發言人徐國勇即曾誤食姑婆芋送醫，並得到「姑婆勇」的戲稱。姑婆芋雖不可食用，但高度可達兩米以上，高大翠綠、耐陰且容易種植，可作庭園造景或室內植物。
不過因為姑婆芋的汁液含有生物鹼，因此可用於與咬人狗和咬人貓的蟻酸進行酸鹼中和。

### 文獻
- 鍾明哲和楊智凱。2012。台灣民族植物圖鑑。晨星出版有限公司。ISBN 978-986-177-590-6
- 魯丁慧、邱柏瑩和林聖峰 。2011。鄒族之植物利用。行政院農業委員會林務局。ISBN 978-986-031-389-5
- 戴德泉 。2011。南庄植物誌（下卷）。華夏書坊。ISBN 978-986-853-257-1
- 王志強、陳韋志、周佳儒、賴奇綺等。2011。青青西拉雅:國家風景區植栽建議手冊。西拉雅國家風景區管理處。ISBN 978-986-030-212-7
- 王進發、辜雯華、洪進雄、陳士畧等。2010。南投縣原住民地區原生植物及重要栽培作物圖鑑。國立嘉義大學臺灣原住民族教育及產業發展中心。ISBN 978-986-024-472-4
- 王志強、張坤城和廖冠茵。2010。知本綠蹤－知本國家森林遊樂區植物解說手冊－花草篇。行政院農業委員會林務局。ISBN 978-986-026-471-5
- 林麗君、王光玉和董景生。2010。綠色葛蕾扇：南澳泰雅的民族植物。行政院農業委員會林務局。ISBN 986-002-932-6
- 董景生、黃啟瑞和邦卡兒．海放南 。2010。走山拉姆岸：中央山脈布農民族植物。行政院農業委員會林務局。ISBN 978-986-017-442-7

## 延伸閱讀
- 维基共享资源上的相關多媒體資源：姑婆芋
- 維基物種上的相關：姑婆芋